# The Wiz (film)
The Wiz är en amerikansk musikal-fantasyfilm från 1978 i regi av Sidney Lumet, med manus av Joel Schumacher. Filmen är löst baserad på Broadwaymusikalen The Wiz, som i sin tur är baserad på L. Frank Baums bok Trollkarlen från Oz. Rollbesättningen består enbart av afroamerikaner. I huvudrollen som Dorothy ses Diana Ross och i rollen som fågelskrämman ses Michael Jackson.

## Handling
Den blyga 24-åriga skolläraren Dorothy (Diana Ross) bor med sin tant Em (Theresa Merritt) i en liten lägenhet i Harlem, New York. Det är Thanksgiving och många familjemedlemmar har samlats för att vara tillsammans där. När Dorothy springer efter sin hund Toto, som rymde ut ur huset, blir hon fångad av en mystisk snöstorm som för henne till det underliga landet Oz. 
Desperat över att komma hem igen beger sig Dorothy till Trollkarlen (Richard Pryor) i tron att han kan hjälpa henne. På vägen dit möter hon Fågelskrämman (Michael Jackson), Plåtmannen (Nipsey Russell) och Lejonet (Ted Ross) som följer efter henne för att få respektive hjärna, hjärta och mod av Trollkarlen.

## Rollista
| Diana Ross       | – Dorothy                          |
| Michael Jackson  | – Fågelskrämman                    |
| Nipsey Russell   | – Plåtmannen                       |
| Ted Ross         | – Lejonet                          |
| Lena Horne       | – Glinda, den goda häxan i söder   |
| Richard Pryor    | – Trollkarlen                      |
| Mabel King       | – Evillene, den elaka häxan i väst |
| Theresa Merritt  | – tant Em                          |
| Thelma Carpenter | – Miss One, den goda häxan i norr  |
| Stanley Greene   | – farbror Henry                    |

## Om filmen
Filmen nominerades till fyra Oscars vid Oscarsgalan 1979: Bästa kostym, Bästa musikbearbetning, Bästa scenografi och Bästa foto, men vann inget.

## Soundtrack
| Nr  | Titel                                        | Framförd av                                            | Längd |
| --- | -------------------------------------------- | ------------------------------------------------------ | ----- |
| 1.  | Main Title (Overture)                        | (instrumental)                                         | 2:36  |
| 2.  | Overture (Part Two)                          | (instrumental)                                         | 1:57  |
| 3.  | The Feeling That We Have                     | Theresa Merritt                                        | 3:31  |
| 4.  | Can I Go On?                                 | Diana Ross                                             | 1:56  |
| 5.  | Glinda's Theme                               | (instrumental)                                         | 1:10  |
| 6.  | He's the Wizard / March of the Munchkins     | Thelma Carpenter                                       | 4:09  |
| 7.  | Soon as I Get Home / Home                    | Diana Ross                                             | 4:04  |
| 8.  | You Can't Win                                | Michael Jackson                                        | 3:14  |
| 9.  | Ease On Down the Road #1                     | Diana Ross & Michael Jackson                           | 3:55  |
| 10. | What Would I Do If I Could Feel?             | Nipsey Russell                                         | 2:18  |
| 11. | Slide Some Oil to Me / Now Watch Me Dance    | Nipsey Russell                                         | 2:51  |
| 12. | Ease On Down the Road #2                     | Diana Ross, Michael Jackson & Nipsey Russell           | 1:31  |
| 13. | I'm a Mean Ole Lion                          | Ted Ross                                               | 2:24  |
| 14. | Ease On Down the Road #3                     | Diana Ross, Michael Jackson, Nipsey Russell & Ted Ross | 1:26  |
| 15. | Poppy Girls                                  | (instrumental)                                         | 3:27  |
| 16. | Be a Lion                                    | Diana Ross, Michael Jackson, Nipsey Russell & Ted Ross | 4:04  |
| 17. | End of the Yellow Brick Road                 | (instrumental)                                         | 1:01  |
| 18. | Emerald City Sequence                        | Kör                                                    | 6:44  |
| 19. | So You Wanted to See the Wizard              | Richard Pryor (dialog)                                 | 2:46  |
| 20. | Is This What Feeling Gets? (Dorothy's Theme) | Diana Ross                                             | 3:21  |
| 21. | Don't Nobody Bring Me No Bad News            | Mabel King                                             | 3:04  |
| 22. | A Brand New Day                              | Diana Ross, Michael Jackson, Nipsey Russell & Ted Ross | 7:49  |
| 23. | Believe in Yourself (Dorothy)                | Diana Ross                                             | 2:55  |
| 24. | The Good Witch Glinda                        | (instrumental)                                         | 1:09  |
| 25. | Believe in Yourself                          | Lena Horne                                             | 2:15  |
| 26. | Home                                         | Diana Ross                                             | 4:03  |